# Raïon de l'Oustia
Le raïon de l'Oustia (en russe : Устья́нский райо́н, Oustianski raïon) est une subdivision administrative (raïon) et une municipalité (okroug municipal) de l'oblast d'Arkhangelsk dans le Nord de la Russie européenne. Situé dans le sud de l'oblast, il est limitrophe de l'oblast de Vologda. Son centre administratif est la commune urbaine d'Oktiabrski, et il compte en tout 233 localités. Sa population s'élevait à 23 609 habitants en 2023.

## Géographie
Le raïon se situe dans l'oblast d'Arkhangelsk, un sujet de la fédération de Russie situé dans le Nord de la Russie européenne. Le sujet fait partie du district fédéral du Nord-Ouest, et il inclus comme tout l'oblast dans la région du Nord. Comme tout l'oblast, il est situé dans le fuseau horaire MSK (heure de Moscou). Le décalage horaire appliqué par rapport au temps universel coordonné est +03:00.